# Paul Touvier
Paul Touvier (ur. 3 kwietnia 1915 w Saint-Vincent-sur-Jabron, zm. 17 lipca 1996 w Paryżu) – francuski działacz skrajnie prawicowy współodpowiedzialny za zbrodnie przeciwko ludzkości popełnione w południowo-wschodniej Francji w czasie II wojny światowej.

## Życiorys
Urodził się w zaliczającej do klasy średniej wielodzietnej rodzinie w Alpach Górnej Prowansji. Po śmierci matki wielki wpływ na Paula Touviera i jego dziesięcioro rodzeństwa miał ojciec François, radykalny konserwatysta i rzymski katolik. Młody Touvier początkowo planował wstąpić do seminarium duchownego, ostatecznie w 1936 zapisał się do antysemickiej, nacjonalistycznej, antykomunistycznej i antyfaszystowskiej Francuskiej Partii Społecznej (ugrupowanie wywodziło się z Ognistego Krzyża). Na początku II wojny światowej został powołany do służby w 8 Dywizji Piechoty, walczył aż do zbombardowania Château-Thierry, w czasie którego został ranny. 
W 1940 wstąpił do Legionu Francuskich Kombatantów oraz do Legionowej Służby Porządkowej. Po powstaniu Milicji Francuskiej został jej szefem na departament Sabaudia a następnie zastępcą Josepha Lécussan, szefa Milicji na Rodan-Alpy. Po przeniesieniu Lécussan zajął jego stanowisko podlegając SS-Ostubaf Wernerowi Knabowi, komendantowi Sipo-SD na region. W czasie służby w Lyonie Touvier był bliskim współpracownikiem SS-Ostuf Klausa Barbiego, szefa IV sekcji (Gestapo) w komendzie, jako milicjant odpowiada za prowadzone wspólnie z Niemcami działania wymierzone w Ruch Oporu oraz w ludność cywilną, w tym w Żydów, których mienie konfiskował. 10 stycznia 1944, razem z Barbiem i SS-Ostuf Augustem Moritzem (szef wydziału komendantury odpowiedzialnego za wywiadu), brał udział w zamordowaniu byłego prezydenta Ligi Praw Człowieka Victora Bascha i jego żony Hélène (w 1944 oboje mieli skończyć 81 lat).
Po wyzwoleniu regionu Touvier zaczął się ukrywać dzięki czemu uniknął organizowanych przez Francuskie Siły Wewnętrzne i cywili samosądów na milicjantów. W 1946 wyrokiem sądu został zaocznie skazany na śmierć za zdradę i kolaborację. Azylu udzielił mu kościół rzymskokatolicki we Francji, przez kolejne dekady ukrywał się w klasztorach w różnych rejonach kraju. Dzięki naciskom kościoła, min. staraniem biskupa Charles'a Duquaire, sekretarza prymasa Galii, w 1971 Prezydent Republiki Francuskiej Georges Pompidou ułaskawił Touviera co wywołało szereg protestów w środowiskach kombatanckich i pośród mniejszości żydowskiej.
24 maja 1989 Francuska Żandarmeria Narodowa aresztowała Paula Touviera w nicejskim Bractwie Kapłańskim św. Piusa X. Postawiony przed sądem został uznany winnym popełnienia zbrodni przeciwko ludzkości (jako pierwszy obywatel Francji) i skazany na dożywocie, które odbywał w paryskim więzieniu Fresnes. W ostatnich latach życia chorował na raka prostaty. Historia szefa Milicji Francuskiej w Rodan-Alpy omówiona została w filmie Polowanie na nazistów.